# 2e brigade de fusiliers
Cet article concerne la brigade subordonnée à la 16e armée en 1945. Pour les unités homonymes, voir 2e brigade.
« 20e division de mitrailleuses et d'artillerie » redirige ici. Pour les unités homonymes, voir 20e division.
La 2e brigade de fusiliers (russe : 2-я стрелковая бригада) est une unité militaire de l'Armée de terre soviétique au début de la guerre froide, stationnée dans l'oblast de Sakhaline. Elle est mise sur pied en 1941 pendant la Seconde Guerre mondiale. Engagée dans la guerre soviéto-japonaise de 1945, elle devient de 1948 à 1953 la 20e division de mitrailleuses et d'artillerie (15-я пулемётно-артиллерийская дивизия).

## Historique

### Formation et attente
La brigade est formée en août 1941 au sein de la 25e armée du front d'Extrême-Orient (une autre 2e brigade est formée en octobre au sein de la 2e armée du même front,). Subordonnée à la 25e armée,, la 2e brigade passe ensuite sous le commandement direct du front, avant la date du 1er octobre 1941,. À partir de septembre 1942, la brigade dépend du corps spécial de fusiliers (ru),, sur l'île de Sakhaline. En juin 1943, le corps spécial forme la 16e armée et la 2e brigade est subordonnée au 56e corps de fusiliers de la 16e armée du front d'Extrême-Orient,,. La brigade est alors positionnée en défense au nord de l'île de Sakhaline.

### Guerre contre le Japon
La brigade est en réserve de l'offensive vers le sud de l'île par le 56e corps. Le 26 août, lorsque les Japonais capitulent sur l'île, la brigade est à Poronaïsk (Shikuka) et Gastello (ru) (Nairo).

### Après 1945
Contrairement à la plupart des brigades de fusiliers soviétiques, la 2e brigade n'est pas dissoute mais reste à Sakhaline), au sein du 56e corps de fusiliers du district militaire d'Extrême-Orient jusqu'en 1946. Elle passe en 1946 au 85e corps de fusiliers et stationne sur l'île d'Ouroup, avec un bataillon sur l'île de Simouchir.
En juin 1948, la 113e brigade est transformée en 20e division de mitrailleuses et d'artillerie (ru), toujours sur l'île d'Ouroup. Elle reprend en 1953 le nom de 2e brigade de fusiliers puis est dissoute en 1960.